# Мпонда
Мпо́нда (англ. Mponda) — традиційна громада у складі дистрикту Мангочі Південного регіону Малаві.
Населення — 167313 осіб (2018).